# Dégradé
Dégradé (àrab: ديچراديه, Dīgrādīh) és una pel·lícula dramàtica palestina del 2015 dirigida per Arab Nasser i Tarzan Nasser (també coneguts com a Mohammed Abunasser i Ahmed Abunasser). Va ser seleccionada per competir a la secció de la Setmana de la Crítica al 68è Festival Internacional de Cinema de Canes.

## Argument
Un dia calorós a la Franja de Gaza la perruquera Christeen es queda sense llum i no pot atendre degudament les seves clientes. Involuntàriament són testimonis de com el robatori d'un lleó del zoo de Gaza provoca un enfrontament armat entre diferents faccions de Hamàs.

## Repartiment
- Hiam Abbass
- Sameera Asir com a Fatima
- Victoria Balitska com a Christeen
- Raya Khatib com a Ruba
- Raneem Daoud com a Mariam
- Manal Awad
- Dina Shuhaiber
- Maisa Abdelhadi
- Huda Al Imam
- Widad Al Nasser baa
- Mirna Sakhleh